# Дьеппа, Нельсон
Нельсон Дьеппа-Херена (исп. Nelson Dieppa-Gerena; род. 25 февраля 1971, Вьекес) — пуэрто-риканский боксёр, представитель первой наилегчайшей весовой категории. Выступал за сборную Пуэрто-Рико по боксу в начале 1990-х годов, бронзовый призёр чемпионата мира, обладатель бронзовой медали Панамериканских игр, участник летних Олимпийских игр в Барселоне. В период 1993—2008 годов боксировал на профессиональном уровне, владел титулом чемпиона мира по версии Всемирной боксёрской организации (WBO).

## Биография
Нельсон Дьеппа родился 25 февраля 1971 года на острове Вьекес, Пуэрто-Рико. Занимался боксом с раннего детства в одной из местных секций.

### Любительская карьера
Первого серьёзного успеха на взрослом международном уровне добился в сезоне 1991 года, когда вошёл в основной состав пуэрто-риканской национальной сборной и побывал на Панамериканских играх в Гаване, откуда привёз награду бронзового достоинства, выигранную в первой наилегчайшей весовой категории — на стадии полуфиналов был остановлен титулованным кубинцем Рохелио Марсело. Позже выступил на чемпионате мира в Сиднее, где тоже стал бронзовым призёром — здесь в полуфинале проиграл американцу Эрику Гриффину.
На американской олимпийской квалификации в Санто-Доминго в апреле 1992 года занял второе место и тем самым прошёл отбор на летние Олимпийские игры в Барселоне. Однако на Играх уже в стартовом поединке категории до 48 кг со счётом 7:10 потерпел поражение от болгарина Даниела Петрова и сразу же выбыл из борьбы за медали.

### Профессиональная карьера
По окончании барселонской Олимпиады Дьеппа покинул расположение пуэрто-риканской сборной и в феврале 1993 года успешно дебютировал на профессиональном уровне. В течение трёх лет одержал более десяти побед, выступал на рингах Пуэрто-Рико и США, при этом тренировался под руководством Феликса Тринидада старшего и находился на контракте у Дона Кинга.
Первое в профессиональной карьере поражение потерпел в феврале 1998 года, раздельным решением судей от панамца Карлоса Мурильо (36-5).
Несмотря на проигрыш, Дьеппа продолжил активно выходить на ринг, одержал четыре победы в рейтинговых поединках и в 2000 году удостоился права оспорить вакантный титул чемпиона мира в первом наилегчайшем весе по версии Всемирной боксёрской организации (WBO). Другим претендентом на чемпионский пояс стал американец Уилл Григсби (14-2-1) — противостояние между ними продлилось все отведённые 12 раундов, в итоге судьи единогласным решением отдали победу Григсби. Тем не менее, американский боксёр провалил допинг-тест, его лишили титула и данный поединок признали несостоявшимся.
В 2001 году Нельсону Дьеппа вновь представился шанс побороться за вакантный титул чемпиона мира WBO. На вечере бокса в Madison Square Garden в Нью-Йорке он нокаутировал филиппинца Энди Табанаса (40-4-2) и забрал чемпионский пояс себе.
Впоследствии сумел пять раз защитить полученный титул чемпиона, побеждая сильнейших представителей своего дивизиона. Лишился титула только в апреле 2005 года, проиграв техническим решением мексиканцу Уго Касаресу (20-4-1).
После двух рейтинговых боёв в сентябре 2006 года предпринял попытку вернуть себе титул чемпиона WBO в повторном поединке с Уго Касаресом, но проиграл ему техническим нокаутом в десятом раунде.
В феврале 2008 года боксировал за титул чемпиона WBO с непобеждённым соотечественником Иваном Кальдероном (30-0) — проиграл ему единогласным решением и на этом завершил карьеру профессионального боксёра. В общей сложности провёл на профи-ринге 33 боя, из них 25 выиграл (в том числе 14 досрочно), 5 проиграл, тогда как в двух случаях была зафиксирована ничья.